# Ожехово (гміна Ольштинек)
Ожехово (пол. Orzechowo, нім. Nußtal) — село в Польщі, у гміні Ольштинек Ольштинського повіту Вармінсько-Мазурського воєводства. Станом на 2020 рік, населення села становить 4 особи (лісник з родиною). На околицях знаходяться мисливські угіддя. Село насамперед відоме завдяки костелу Іоанна Хрестителя, який вважається однією з найкрасивіших костелів у гміні Ольштинек.